# Боттмюле

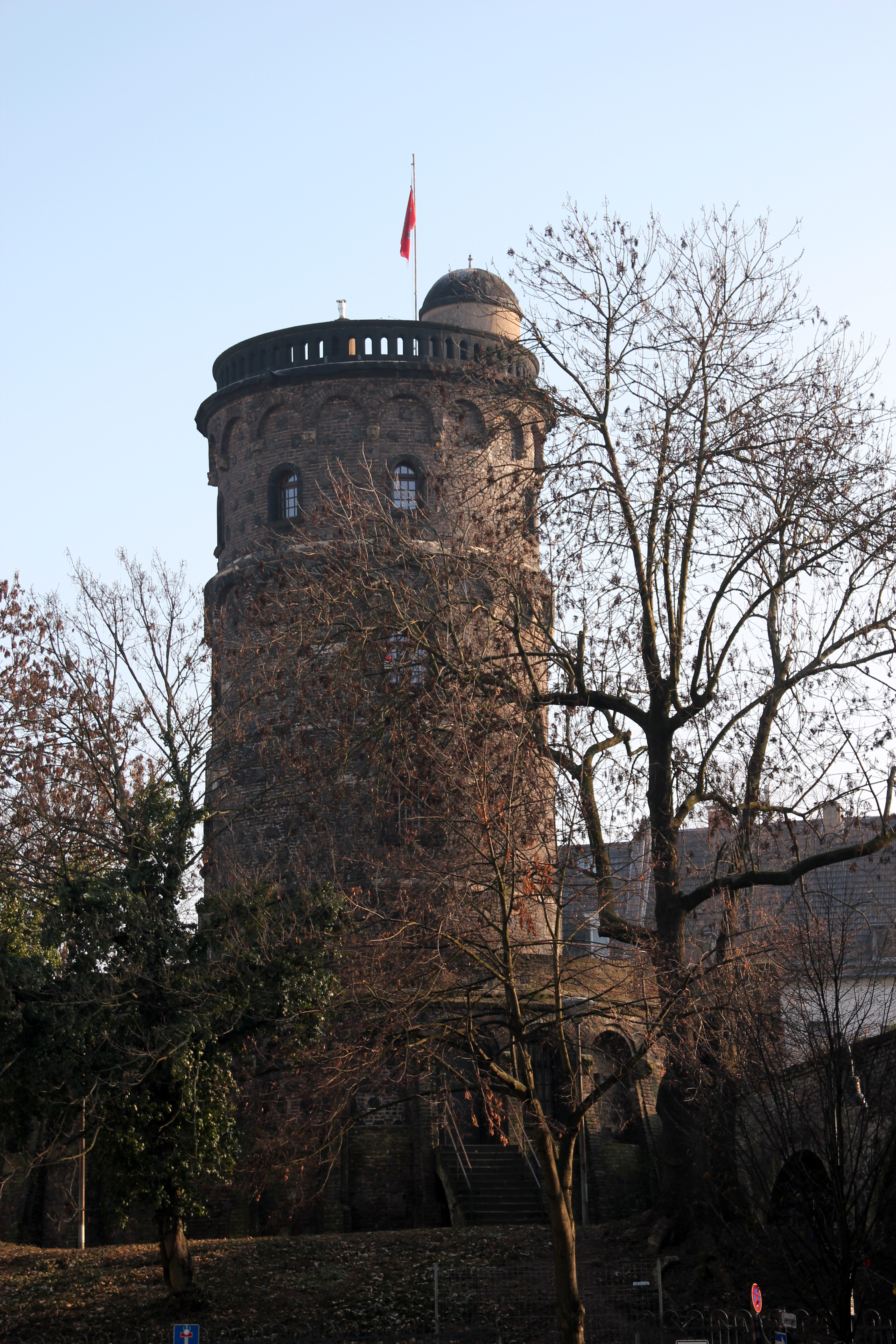
Eigelsteintorburg на карте Арнольда Меркатора (1571 год)

Боттмюле (нем. Bottmühle) — башня кёльнской средневековой городской стены (Festungsring Köln) (федеральная земля Северный Рейн-Вестфалия).

Ворота расположены на улице Severinswall в южной части старого города (Köln-Altstadt-Süd).

## История
В 1587 году на участке городской стены между воротами Святого Северина и башней Bayenturm архитектором Питером фон Глёйелем (нем.  Peter von Gleuel) была построена деревянная ветряная мельница, которая в 1677—1678 годах была заменена каменной, проект которой был создан итальянским архитектором Алессандро Паскуалини (Alessandro Pasqualini) ещё в середине XVI века, когда он работал на строительстве ряда оборонительных объектов кёльнской городской стены.

В 1835 году Bottmühle была продана в частное владение. С 1911 года в башне размещался офис корпорации «ATV Markomannia-Westmark». С 1921 года башня вновь находится в муниципальной собственности города Кёльн.

После второй мировой войны в башне располагался штаб молодёжного движения «Deutschen Jungenschaft», а с 1970-х годов в башне квартируется Социалистический молодёжный союз «Сокол».